# Simon Staho
Simon Staho, född 2 juni 1972 i Köpenhamn, är en dansk filmregissör. 
Han har regisserat filmerna Vildspor (1998) med Mads Mikkelsen, Nu (2002) med Mikael Persbrandt, Mads Mikkelsen och Erland Josephson, Dag och natt (2004) med Mikael Persbrandt, Lena Endre, Pernilla August, Michael Nyqvist och Hasse Alfredson, Bang Bang Orangutang (2005) med Mikael Persbrandt, Lena Olin, Jonas Karlsson och Tuva Novotny, Daisy Diamond (2007) med Noomi Rapace och David Dencik, Himlens hjärta (2008) med Mikael Persbrandt, Lena Endre, Maria Lundqvist och Jakob Eklund och Kärlekens krigare (2009) med bland andra Shima Niavarani. 
Simon Stahos film Magi i luften visades på Filmfestivalen i Berlin 2012.

## Verk

### Filmer
- 1998 - Vildspor
- 2002 - Nu
- 2004 - Dag och natt
- 2005 - Bang Bang Orangutang
- 2007 - Daisy Diamond
- 2008 - Himlens hjärta
- 2009 - Kärlekens krigare
- 2011 - Magi i luften
- 2013 - Miraklet
- 2014 - Jørgen Leth - Fem Undersøgelser